# Psittacisme

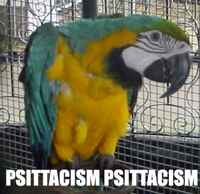
Le psittacisme se réfère aux répétitions d'un perroquet.

Le psittacisme est une façon de parler ou d'écrire qui apparaît mécanique ou répétitive, à la manière d'un perroquet. Plus généralement, c'est une description péjorative de l'utilisation de mots, qui semblent avoir été utilisés sans égard pour leur signification. 
Le mot est dérivé du latin désignant les perroquets, psittaci – qui lui-même provient du grec ψιττακός – dans une analogie avec la capacité de certains perroquets à imiter des mots humains, mais sans aucune connaissance de leur signification.
Les perroquets, à leur tour, peuvent être utilisés comme des symboles de psittacisme, par exemple dans l'histoire de Flaubert Un cœur simple.